# Harmston
Harmston – wieś w Anglii, w hrabstwie Lincolnshire, w dystrykcie North Kesteven. Leży 10 km na południe od Lincoln i 185 km na północ od Londynu.
Miejscowość liczy 453 mieszkańców.